# Superstar (canción de Lupe Fiasco)
«Superstar» —en español: «Superestrella»— es una canción interpretada por el rapero Lupe Fiasco con Matthew Santos. Es el primer sencillo de su álbum de 2007 Lupe Fiasco's The Cool. iTunes lanzó "Superstar" el 25 de septiembre de 2007, junto con una versión radiofónica de "It Dumb Down".
El 5 de noviembre de 2007, el vídeo oficial fue puesto en libertad y fue dirigido por Hype Williams. Se estrenó en 106 & Park de BET el 23 de noviembre y el 19 de febrero se trasladó hasta el puesto número uno en la cuenta regresiva. El 31 de diciembre, apareció en el número 84 de BET Notarized: Top 100 Videos of 2007 en la cuenta regresiva. La canción aparece en la banda sonora de la NFL Tour y recientemente NHL 2K10. Estrella beisbolista dominicano Hanley Ramírez utiliza la canción como su música sin ascensor en Florida Marlins partidos como local.
En la canción Lupe grita "FREE CHILLY", es una referencia a otra canción en su álbum. La canción "Free Chilly" es acerca de su compañero de negocios de Lupe "Chilly", que fue condenado a 44 años de cárcel durante la grabación de "The Cool".

## Video musical
El video muestra a un Mercedes-Benz S-Class de parada en la alfombra roja. Dos chicas salen del coche. El video dirigido por Hype Williams se las arregla para caer en dos personajes de Lupe Fiasco's The Cool. The Cool con su caracterización de mano de esqueleto y de las calles con sus signos de dólar en sus ojos. The Cool parecer vendió su alma al juego de la fama y la fortuna. A cambio, la esposa de The Game o The Streets The Coolest le hizo y le dio las Mercedes, así como su Bling y la llave de oro que tiene en el cuello. El vídeo en sí ha sido nominado para un MTV VMA al Mejor Vídeo de Hip Hop.

## Otras versiones
Hay un remix oficial de la canción, con Matthew Santos, Young Jeezy y T.I.. Un reciente actuación en MTV se hizo con Patrick Stump de Fall Out Boy realización de las voces de la final de la canción
Una tercera versión de la canción fue interpretado por Fiasco y Santos en la BBC Radio y contó con un instrumental completo acústica sin acompañamiento de percusión. Fue lanzado extraoficialmente en internet  y posteriormente lanzado oficialmente (20 de octubre de 2008) en la BBC Radio 1's Live Lounge – Volume 3.

## Lista de canciones
1. «Superstar»  4:00
2. «Dumb It Down» (Live From Chicago) - Lupe Fiasco feat. Gemstones and Graham Burris  3:33
3. «Kick Push» (Live From Chicago) - Lupe Fiasco - 4:46
4. «Superstar» (Video)

## Posicionamiento en listas
| Listas (2007–08)                     | Mejor posición |
| ------------------------------------ | -------------- |
| Australian Singles Chart             | 32             |
| Canadian Hot 100                     | 46             |
| German Singles Chart                 | 39             |
| Irish Singles Charts                 | 2              |
| Turkish Top 20 Chart                 | 4              |
| UK Singles Chart                     | 4              |
| UK R&B Chart                         | 1              |
| U.S. Billboard Hot 100               | 10             |
| U.S. Billboard Hot R&B/Hip-Hop Songs | 19             |
| U.S. Billboard Rap Songs             | 3              |
| U.S. Billboard Pop Songs             | 14             |